# 吴洪鳌
吴洪鳌（1928年—2019年1月2日），男，江苏宜兴人，中国军事系统工程专家，中国人民解放军少将，曾任中国数学会理事，中国运筹学会理事，中国系统工程学会理事。